# Prostorový metr

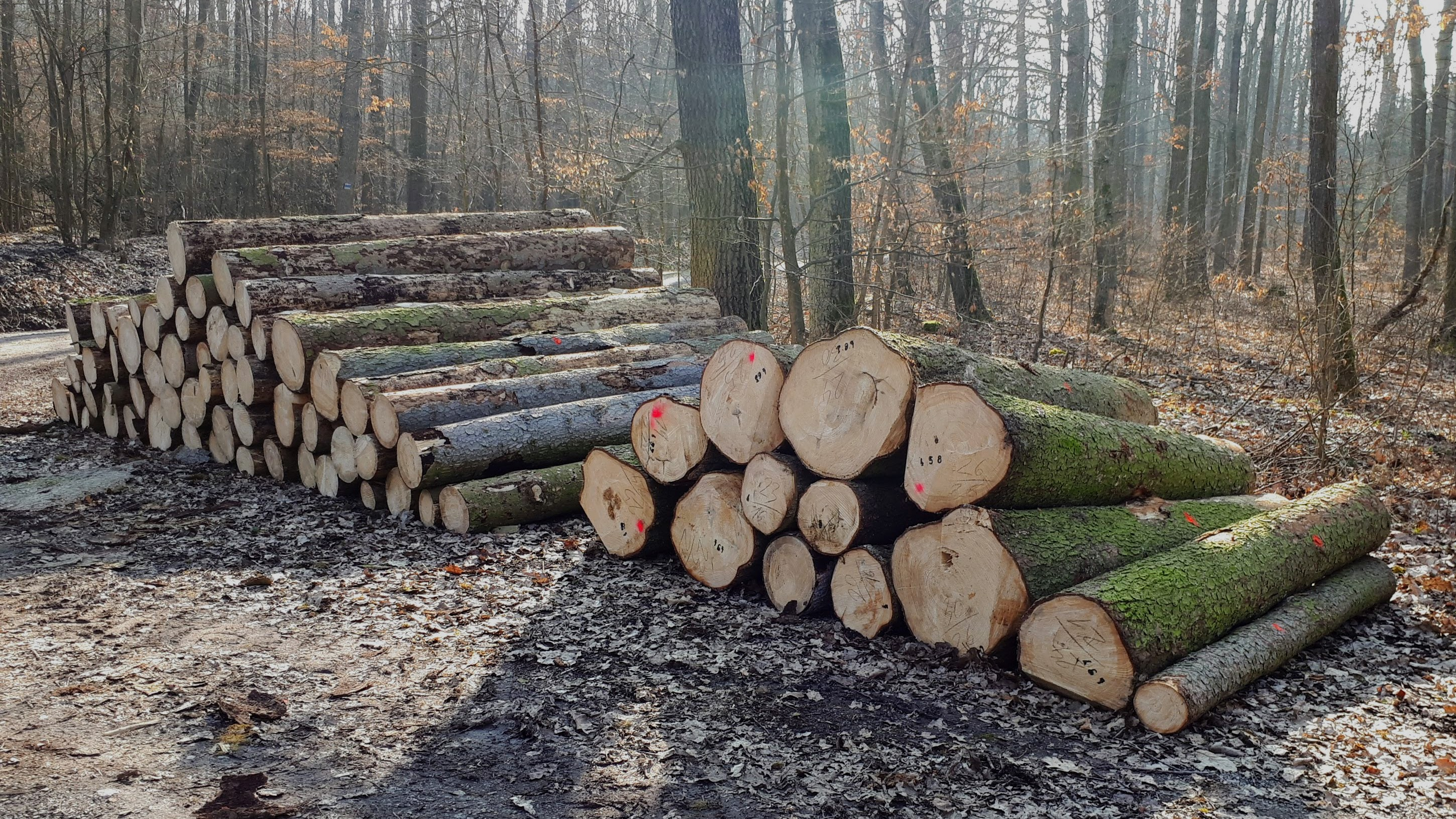
Naskládaná polena v lese

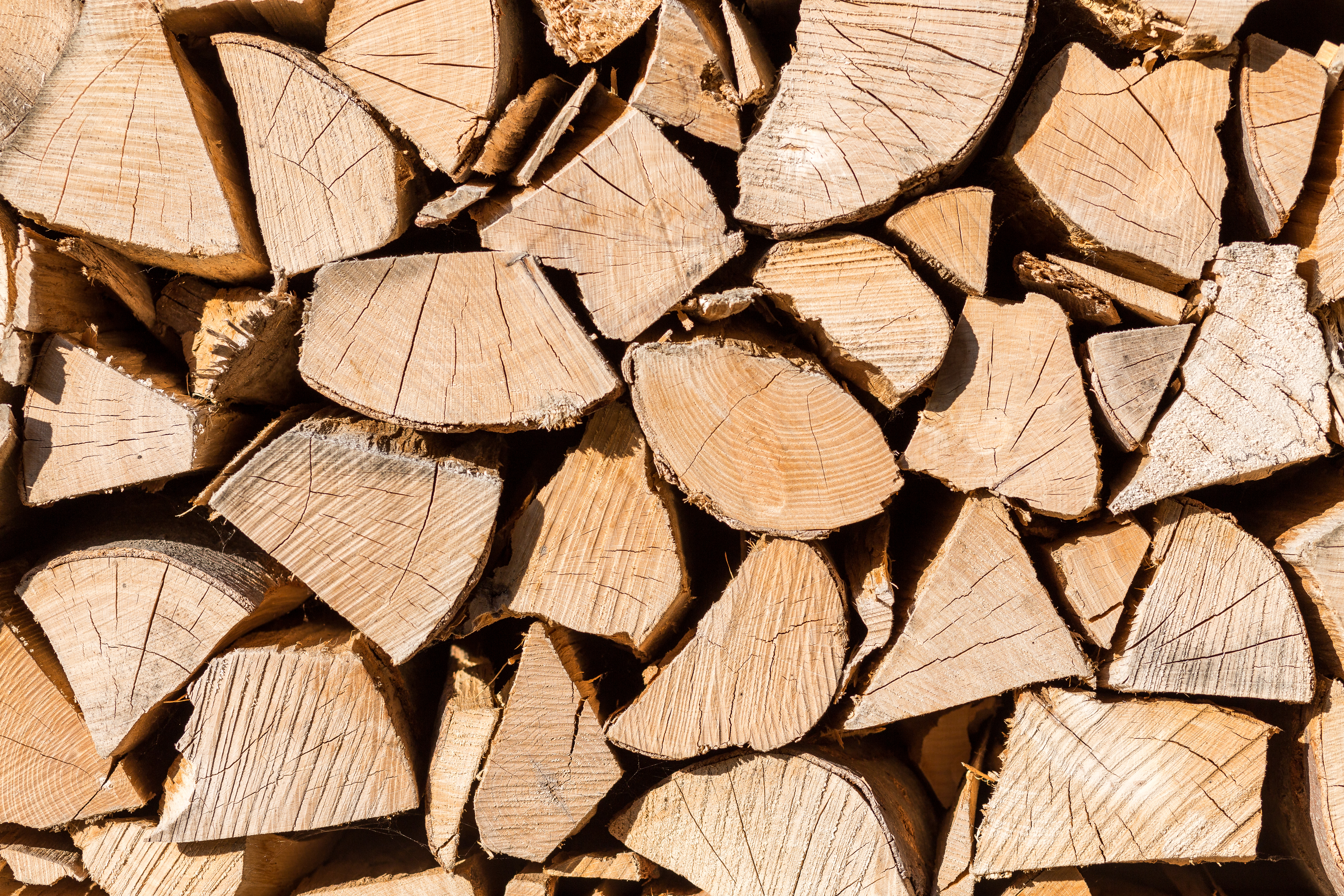
Skládané palivové dřevo

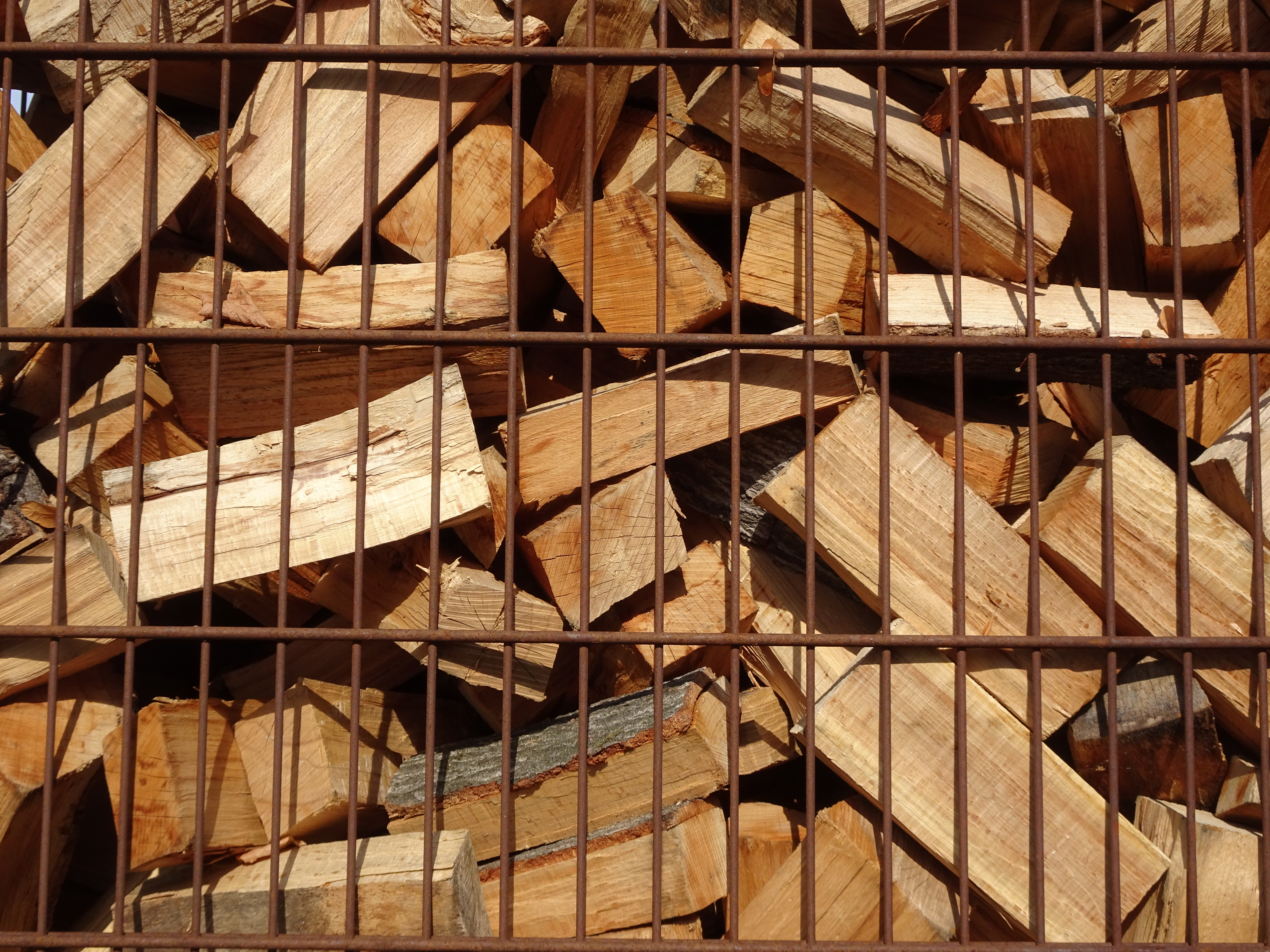
Sypané palivové dřevo

Prostorový metr je jednotka objemu dřeva používaná v lesnictví. Představuje celá nebo naštípaná polena naskládaná do krychle o rozměrech 1 × 1 × 1 metr.

## Jednotky objemu dřeva
Základní jednotkou dříví je jeden plnometr (PLM), někdy též plný metr nebo pevný metr. Představuje jeden metr krychlový vyplněný bez mezer dřevní hmotou. V praxi se tato jednotka používá pro měření  surových kmenů a při měření  řeziva (trámů a prken).
Prostorový metr (PRM), někdy též Prostorový metr rovnaný (PRMr)   
představuje dřevo efektivně naskládáné do jednoho metru krychlového bez zbytečných mezer. Používá se pro kulatinu nebo delší palivové dřevo (délka 1–2m).
Sypaný prostorový metr (PRMS) se používá u kratšího palivového dřeva. Jde o volně nasypané dřevo do jednoho metru krychlového, kde mezery mezi jednotlivými poleny nejsou žádným způsobem minimalizovány.

## Tabulky
|                                | plnometr | prostorový metr rovnaný | prostorový metr sypaný |
| ------------------------------ | -------- | ----------------------- | ---------------------- |
| plnometr (PLM)                 | 1        | 1,3–1,6                 | 2,0–2,6                |
| prostorový metr rovnaný (PRMr) | 0,6–0,8  | 1                       | 1,4–1,7                |
| prostorový metr sypaný (PRMs)  | 0,4–0,5  | 0,6–0,7                 | 1                      |

| Druh dřeva | Objemová hmotnost pro 1PRMr |
| ---------- | --------------------------- |
| Smrk       | 415 kg                      |
| Jedle      | 415 kg                      |
| Borovice   | 495 kg                      |
| Modřín     | 525 kg                      |
| Bříza      | 525 kg                      |
| Buk        | 585 kg                      |
| Dub        | 565 kg                      |
| Habr       | 610 kg                      |